# Энеме, Сантьяго
Сантьяго Энеме Бокари (англ. Santiago Eneme Bocari; род. 29 сентября 2000, Малабо, Северный Биоко, Экваториальная Гвинея) — футболист Экваториальной Гвинеи, полузащитник клуба «Вишков» и сборной Экваториальной Гвинеи.

## Клубная карьера
Энеме — воспитанник футбольной академии «Кано Спорт». В 2019 году игрок подписал контракт с французским «Нантом», где выступал за дублирующий состав. Летом 2023 года Энеме перешёл в чешский «Вишков». 5 августа в матче против «Селье и Белло» он дебютировал в чешской ФНЛ. 16 сентября в поединке против «Простёёв» Сантьяго забил свой первый гол за «Вишков».

## Международная карьера
15 января 2018 года в матче чемпионат африканских наций 2018 против сборной Ливии Энеме дебютировал за сборную Экваториальной Гвинеи. В 2021 году Сантьяго принял участие в Кубке Африки в Камеруне. На турнире он сыграл в матчах против сборных Алжира, Мали и Сенегала.